# Фридман, Джон
Джон Фри́дман (англ. John Freedman) — американский и российский культуролог, театральный критик, журналист и переводчик.

## Биография
Джон Фридман родился в Апл-Валли (Калифорния) в 1954 году. Получил диплом магистра в университете имени Джорджа Вашингтона в Вашингтоне, закончил докторат по русской литературе Гарвардского университета, а в 1988 году приехал в Россию, чтобы собирать материал для своей докторской диссертации о драматурге Николае Эрдмане (The Dramaturgy of Nikolai Erdman, Harvard University, 1990).
В декабре 1989 года женился на актрисе Оксане Мысиной, с тех пор жил в Москве. С 2018 года проживает в городе Ханья в Греции. Работает театральным обозревателем в ежедневной англоязычной газете «The Moscow Times» со дня её основания, пишет о русском театре для New York Times. Курировал специальную программу Russian Case фестиваля «Золотая маска», входит в состав жюри фестиваля «Золотая маска».
Является автором первой монографии о Николае Эрдмане в США (Silence’s Roar, The Life and Drama of Nikolai Erdman, 1992). Впервые перевёл на английский язык Сухово-Кобылина. Является автором книг об Эрдмане, в соавторстве с Камой Гинкасом написана книга Provoking Theater (Provoking Theater: Kama Ginkas Directs, 2003). Пишет сценарии (в 2001 году совместно с Евгением Лунгиным написал сценарий полнометражного художественного фильма «Allegro moderato»), переводит пьесы современных российских драматургов, российские фильмы на английский язык и наоборот.